# Guido Gallese

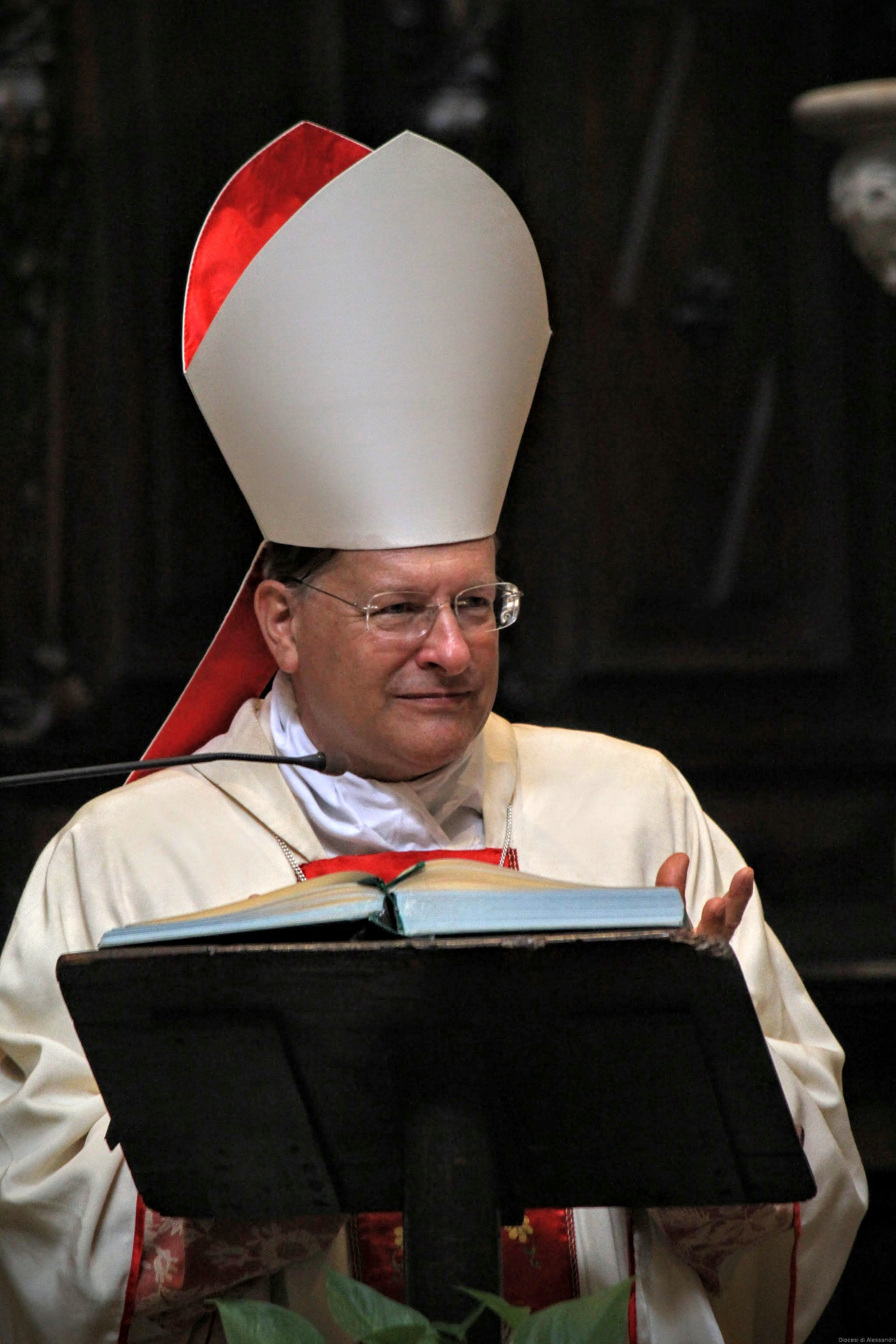
Bischof Guido Gallese (2016)

Guido Gallese (* 18. März 1962 in Genua, Italien) ist ein römisch-katholischer Geistlicher und Bischof von Alessandria.

## Leben

Bischofswappen von Guido Gallese

Der Erzbischof von Genua-Bobbio, Giovanni Canestri, weihte ihn am 23. April 1988 zum Diakon und am 29. September 1990 zum Priester.
Am 20. Oktober 2012 ernannte ihn Papst Benedikt XVI. zum Bischof von Alessandria. Die Bischofsweihe spendete ihm der Erzbischof von Genua, Angelo Kardinal Bagnasco, am 11. November desselben Jahres in der Kathedrale San Lorenzo in Genua; Mitkonsekratoren waren Kurienkardinal Giuseppe Versaldi, und Luigi Ernesto Palletti, Bischof von La Spezia-Sarzana-Brugnato. Die feierliche Amtseinführung (Inthronisation) fand am 25. November 2012 statt. 